# Kristen Helveg Petersen
Kristen Helveg Petersen (født 29. november 1909 i Sønder Longelse på Langeland, død 23. april 1997 i København) var en dansk politiker fra Det Radikale Venstre.
Kristen Helveg Petersen startede sin politiske karriere i Radikal Ungdom, som han var landsformand for 1942-45. Han var folketingskandidat i Kertemindekredsen i 1939 og 1943. I Højrupkredsen i 1945, i Sakskøbingkredsen 1947-1953, i Aalborgkredsen 1957, i Rudkøbingkredsen i 1964-1970, i Svendborg-Langelands kredsen i 1971-1973 og i Esbjergkredsen i 1974-1975. 
Han blev undervisningsminister i regeringen Viggo Kampmann II ved en mindre regeringsomdannelse i 1961, og han fortsatte på posten i regeringen Jens Otto Krag I til 1964. Under regeringen Hilmar Baunsgaard var han kulturminister samt minister for ulande og nedrustning (1968-71). Senere blev han landsformand for Det Radikale Venstre i perioden 1976-78. Han var blevet minister første gang uden at sidde i Folketinget, men han blev indvalgt ved det følgende valg og sad i Folketinget 1964-75. Endelig var han medlem af Europa-Parlamentet 1973-75. 
Kristen Helveg Petersen var i 1974 til 1992 formand for Landsforeningen Ligeværd (tidligere Landsforeningen til støtte for sent udviklede). Under Kristen Helveg Petersens formandskab udviklede foreningen sig fra at være en lille forening med base i det nordsjællandske til en forening med lokalafdelinger over hele landet. Kristen Helveg Petersens store indsats for Landsforeningen Ligeværd bliver hvert år mindet med uddeling af Helveg-prisen. Prisen uddeles af Helveg Fonden. 
Kristen Helveg Petersen var gift med Lilly Helveg Petersen, borgmester i København, og blev far til Niels Helveg Petersen, samt farfar til Morten Helveg Petersen og Rasmus Helveg Petersen, alle tre ligeledes radikale folketingsmedlemmer.

## Udgivelser
Kristen Helveg Petersen skrev mange bøger. Hans mest kendte udgivelse er nok Oprør fra midten, som han sammen med Villy Sørensen og Niels I. Meyer fik udgivet i 1978. Denne bog skabte stor opmærksomhed og debat, og forfatterne fulgte den op fire år senere med Røret om oprøret – mere om midten. Af andre bøger kan nævnes "Ceausescus taler", der var en hyldest til den rumænske diktator Nicolae Ceausescu.